# Sabia lui Attila
Sabia lui Attila este legendara armă de luptă a lui Attila, conducătorul hunilor, care îi conferă celui care o posedă dreptul la domnie prin voia lui Dumnezeu.
Legenda spune că un păstor a observat că o vită a sa șchiopăta. Urmărind dâra de sânge, el a zărit o sabie ruginită ieșind din pământ. A luat-o și i-a dus-o direct la Attila. Conducătorul hunilor a crezut că este celebra sabie a zeului Marte și că victoriile îi vor fi asigurate de această sabie. 
Istoricul roman Jordanes, citând lucrările istoricului Priscus, a dat povestea originii sale:
Când un anumit păstor a văzut o junincă din turma sa șchiopătând și nu a putut găsi nici un motiv pentru această rană, el a urmat cu nerăbdare urmele de sânge și, în cele din urmă, a ajuns la o sabie pe care a călcat-o în picioare fără să vrea în timp ce ciugulia iarba. L-a dezgropat și l-a dus direct la Attila. El s-a bucurat de acest dar și, fiind ambițios, a crezut că a fost numit conducător al întregii lumi, și că prin sabia supremației lui Marte în toate războaiele i-a fost asigurată.
Denumirea de Marte se datorează scriitorului roman Priscus, dar hunii ar fi numit-o simplu: „Sabia lui Dumnezeu”. Attila a folosit-o și ca armă, dar și ca simbol al favorurilor divine, ceea ce i-a atras denumirea de „flagellum Dei” ("biciul lui Dumnezeu").
După anumite surse, sabia a fost creată de sciți dintr-un meteorit. 